# لويس زولواغا
لويس زولواغا (بالإسبانية: Luis Zuloaga) هو لاعب كرة قاعدة فنزويلي، ولد في 31 ديسمبر 1922 في بلنسية في فنزويلا، وتوفي في 23 مايو 2013 في كاراكاس في فنزويلا.